# JonBenét Ramsey

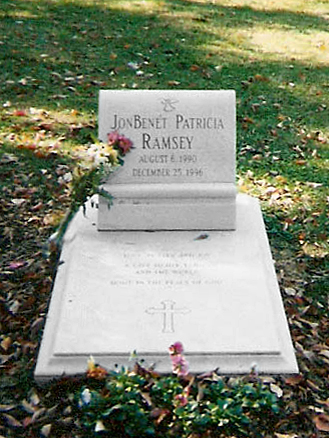

JonBenét Patricia Ramsey née le 6 août 1990 à Atlanta, en Géorgie, et morte le 26 décembre 1996 à l'âge de 6 ans à Boulder, Colorado (États-Unis) est une célèbre minimiss américaine retrouvée morte dans sa maison familiale par un assassinat non élucidé.

## Biographie
JonBenét Patricia Ramsey est née le lundi 6 août 1990 à Atlanta en Géorgie. Elle est la fille de John Bennet Ramsey et Patricia « Patsy » Paugh.
Son premier prénom JonBenét est composé à partir des deux prénoms de son père John Bennet et son second prénom est le prénom de sa mère Patricia.
Son père, John Ramsey est un homme d'affaires. Il a un fils et deux filles d'un premier mariage avec Lucinda Pasch dont il divorce en 1978. Il se remarie à Patsy Paugh en 1980. De leur union naît un fils, Burke, en 1987 et JonBenét Patricia en 1990.
Sa mère, Patsy Ramsey participe à des concours de beauté dans sa jeunesse. Elle est élue Miss de l'État de Virginie-Occidentale en 1977 et sa sœur obtient le titre en 1980. 
En 1991, la famille de JonBenét s'installe à Boulder dans le Colorado pour se rapprocher d'Access Graphics (filiale de Lockheed Martin), une entreprise spécialisée dans le matériel informatique dont John Ramsey devient le président.
En 1992, une des filles du premier mariage de John Ramsey, Elizabeth Pasch Ramsey, décède dans un accident de voiture à l’âge de 22 ans. 
En 1995, John Ramsey est élu « Entrepreneur de l'année » par la Chambre de commerce de Boulder. L'année suivante, son entreprise Access Graphics réalise un chiffre d'affaires d'un milliard de dollars.
Patsy, la mère de JonBenét, fait concourir sa fille à de nombreux concours de beauté pour enfants dans lesquels la petite fille devient une mini-miss populaire avant l'âge de 6 ans. Elle remporte de nombreux titres comme America's Royale Miss, Little Miss Charlevoix, Little Miss Colorado, Colorado State All-Star Kids Cover Girl ou encore National Tiny Miss Beauty. 
Les médias locaux commencent à s’intéresser à la mini-miss et lors d'un concours auquel elle vient de participer, JonBenét affirme devant les caméras vouloir devenir médecin ou infirmière plus tard. 
Des médias la surnomment « Little Miss Sunshine »,.
Le matin du 26 décembre 1996, JonBenét n'est pas sa chambre. Une demande de rançon est trouvée en bas de l’escalier. Sa mère appelle la police locale qui fouille sommairement la maison familiale. Le père retrouve le corps sans vie de la petite fille dans la cave. L’autopsie détermine qu'elle a été victime d'un viol, d'un coup au crâne asséné par un objet non identifié et d'un étranglement par garrot, fabriqué avec un objet appartenant à sa mère, mais la cause exacte de la mort de JonBenét n'est pas établie. Une vitre a été brisée au sous-sol, un ADN à l'identité inconnue n’appartenant à aucun membre de la famille est retrouvé mais la thèse de l’intrus est écartée par la police qui concentre son enquête sur les parents de JonBenét.
Les funérailles de JonBenét se déroulent le mardi 31 décembre 1996 au cimetière Saint-James Episcopal de Marietta, dans l'État de Géorgie où elle est enterrée à côté de sa demi-soeur Elizabeth Pasch Ramsey décédée quatre ans plus tôt.
Six mois après le décès de JonBenét, les Ramsey quittent Boulder pour retourner vivre à Atlanta.
En juin 2006, Patsy Ramsey décède d'un cancer de l'ovaire à l'âge de 49 ans.
En 2008, la famille est définitivement lavée de tous soupçons. En 2012, John Ramsey déclare dans une interview ː « Nous étions si naïfs. Je crois maintenant de tout mon coeur que ce n'est pas une bonne idée d'exposer ainsi son enfant en public. ».
En décembre 2016, Burke Ramsey (devenu ingénieur logiciel) porte plainte contre le réseau CBS après la diffusion de la mini- série documentaire The Case of: JonBenet Ramsey pour diffamation et réclame 750 millions de dollars. Le documentaire le jugeait responsable de la mort de sa sœur. En janvier 2019, Lin Wood, l'avocat des Ramsey, déclare dans un communiqué : « Je peux dire que l'affaire a été réglée à l'amiable et donne satisfaction à toutes les parties. Maintenant, mon souhait professionnel et personnel pour cette famille serait qu'elle ne souffre plus de fausses accusations à l’avenir ».

## Faits
Les seules personnes connues présentes dans la maison la nuit de la mort de JonBenét sont la victime, ses parents et son frère. Le jour du drame, la famille avait prévu de partir en vacances et un vol pour Charlevoix dans le Michigan, était réservé. Selon le témoignage de Patsy Ramsey recueilli le 26 décembre 1996, celle-ci a réalisé que sa fille était absente après avoir trouvé dans l'escalier menant à la cuisine une demande de rançon. 
La rançon correspond à la valeur d'un bonus que John Ramsey avait reçu plus tôt cette année, c'est-à-dire 118 000 dollars. 
La note de rançon comprend plusieurs détails inhabituels ; elle est très longue (2 pages et demie), a été écrite sur la scène de crime et comporte des points d'exclamation et des acronymes. Elle est écrite avec un feutre et un bloc de papier appartenant aux Ramsey. Le rapport graphologique ne donne pas de résultats probants, le FBI exclut John Ramsey comme auteur de la lettre mais n'écarte pas complètement Patsy Ramsey. Plusieurs passages de la lettre peuvent faire référence à des répliques du film policier L'Inspecteur Harry. Des fautes d'orthographe semblent avoir été placées intentionnellement (« bussiness», « posession »). 
Malgré des instructions précises de ne prévenir personne sous peine de tuer JonBenét, Patsy Ramsey a immédiatement appelé la police. Lors de l'appel, elle emploie cette phrase : « Nous » avons un enlèvement. Elle paraît paniquée et après avoir donné son adresse, elle s'interrompt subitement et pose le combiné sans raccrocher en laissant en ligne l'opératrice. En général, les victimes restent en ligne pour communiquer avec les secours. Sur l'enregistrement, on entend sans certitude plusieurs personnes parler. L'opératrice aurait trouvé l'appel étrange et aurait senti que quelque chose n'allait pas[réf. nécessaire].
Les policiers sont arrivés dans les minutes qui suivent. Les recherches ne mettront en évidence aucun signe d'effraction ou d'intrusion, pas de traces de pas dans la neige ou d'empreintes digitales. Croyant que l'affaire était un enlèvement, seule la chambre de JonBenét a été bouclée pour empêcher la contamination des preuves. Des amis sont arrivés à la maison pour soutenir la famille. L'inspectrice de police de Boulder, Linda Arndt, est arrivée vers 8 heures du matin. John Ramsey est parti seul pendant 1 h 30 à la banque chercher de l'argent pour  la rançon. Dans l'attente de l'appel du ravisseur, amis et avocats ont alors rangé la maison et même nettoyé la cuisine, détruisant probablement des preuves. 
À 13 heures, l'inspectrice Arndt demande à John Ramsey et à son ami Fleet White de fouiller la maison pour voir s'ils trouvent quelque chose d'anormal. John Ramsey décide d'inspecter le sous-sol et trouve dans la cave à vin le corps sans vie de sa fille. D'après White, il aurait dit : « Elle est là ! » au même moment où il a allumé la lumière. Une couverture blanche recouvre la fillette, un ruban adhésif posé sur sa bouche et un cordon en nylon se trouve autour de ses poignets et de son cou. John Ramsey a immédiatement pris le corps dans ses bras et l'a emmené à l'étage, en criant au secours. Arndt l'a ensuite déplacé dans le salon. Tous ces déplacements ont malheureusement contaminé les preuves potentielles.
Sur la scène de crime, un cordon de nylon et le manche cassé d'un pinceau ont été utilisés pour fabriquer un garrot qui est attaché autour du cou de JonBenét, il a apparemment été utilisé pour l'étrangler. Le nœud est très rudimentaire pour un garrot efficace. Le pinceau a été trouvé dans une pièce du sous-sol avec les fournitures d'art de Patsy Ramsey. Un morceau du pinceau n'a jamais été retrouvé.  
Une corde a été trouvée à l'intérieur d'un sac en papier dans la chambre d'amis au deuxième étage, partie de la maison où se situent aussi les chambres des enfants. Selon les Ramsey, la corde ne leur appartient pas.
L'autopsie rapporte que le décès a été causé par une asphyxie associée à un traumatisme crânien sévère. 
Les expertises se contredisent concernant le déroulement des faits. Pour certains, le choc crânien qui a causé la mort cérébrale est survenu avant l'étranglement, alors que pour d'autres, la mini-miss était vivante et consciente durant la strangulation et donc le choc violent à la tête serait survenu après. De petites quantités de sang séché, des ecchymoses et des écorchures dans la région vaginale sont observées et pourraient être causées par une pénétration avec un objet. 
L'heure du décès est déterminée entre le soir du 25 décembre à partir de 22 h jusqu'à 6 h au matin du 26 décembre. Sa mort est considérée comme étant un homicide.
L'autopsie a également révélé que JonBenét avait mangé de l'ananas peu de temps avant sa mort. Des photographies prises dans la maison le jour des faits montrent un bol rempli d'ananas posé sur la table du salon avec une cuillère dedans. Toutefois, la police présente sur la scène de crime a multiplié les erreurs et a autorisé quelqu'un à nettoyer ce bol. Patsy et John Ramsey ont affirmé ne pas avoir donné de l'ananas à JonBenét le soir du 25 décembre et qu'ils ne se rappelaient pas ce bol.
Le 25 décembre, les Ramsey ont passé une partie de la soirée chez des amis. John Ramsey a déclaré avoir mis sa fille au lit, après qu'elle se fut endormie dans la voiture sur le chemin du retour. L'enfant est retrouvée sans vie avec les vêtements qu'elle a portés la veille.

## Enquête
John Ramsey, Patsy Ramsey, Burke Ramsey et d'autres membres de la famille ont fourni des échantillons de sang et de cheveux à la police. Les parents ont participé aux premiers interrogatoires des policiers. Burke Ramsey a également été entendu les premières semaines suivant la mort de sa sœur. 
Patsy et John Ramsey ont ensuite commencé à éviter les interrogatoires des policiers et à adresser leurs propres conditions. Ils ont accordé plusieurs entretiens télévisés après la mort de leur fille et ont notamment mis en garde les familles qu'un tueur était toujours en liberté, déclenchant la frayeur du voisinage.
Les Ramsey se sont néanmoins soumis au détecteur de mensonge et ont transmis des échantillons d'écriture manuscrite. John Ramsey a déclaré : « Nous ne devrions pas avoir à prouver notre innocence ».
L'affaire a été très médiatisée, les journalistes se sont particulièrement intéressés à JonBenét, à ses concours de mini-miss et à la richesse des Ramsey. Les incohérences de cette affaire et la difficulté de trouver un suspect ont défrayé la chronique. 
Tandis que les Ramsey considéraient que la police de Boulder était mauvaise, d’autres pensaient que John Ramsey exerçait une influence sur l’enquête. La police de Boulder s'est d'abord concentrée presque exclusivement sur John et Patsy Ramsey, les médias et l'opinion publique les ont alors identifiés comme des suspects potentiels. 
Selon John Ramsey, la plus grosse erreur qu'il ait commise le jour du drame est de ne pas avoir appelé directement le FBI mais d'avoir appelé la police de Boulder.
En 1998, le bureau du procureur présente des éléments de preuves pouvant disculper les Ramsey mais ne parvient pas à convaincre la police de leur innocence. En raison de leur désaccord, le gouverneur nomme un procureur spécial, Michael Kane, pour former un grand jury. 
À la suite de cela, Lou Smit et Steve Thomas, deux des enquêteurs principaux dans l'affaire dont les points de vue sont opposés, ont démissionné.
En 1999, le grand jury rend son verdict contre les Ramsey mais le procureur du comté, Alex Hunter, n'a pas révélé le résultat et ne les a pas poursuivis, estimant qu'on ne pouvait prouver leur culpabilité. 
En 2013, le grand jury de 1999 révèle qu'il avait accusé John et Patsy Ramsey d'avoir permis à un enfant d'être placé de manière déraisonnable dans une situation présentant un risque de préjudice pour sa vie ou sa santé entraînant la mort de JonBenét Ramsey.
En 2003, les experts de la Police Scientifique sont parvenus à extraire l'ADN d'un homme inconnu provenant des sous-vêtements de JonBenét. Le juge fédéral et Mary Lacy, procureur du comté de Boulder, sont d'avis qu'il est plus probable qu'un intrus ait assassiné JonBenét plutôt que Patsy Ramsey. Ce qui a incité Mary Lacy, à envoyer une lettre d'excuses aux Ramsey en 2008.
Peu de temps après le décès de la mère de JonBenét en 2006, John Mark Karr, un enseignant américain de 41 ans est arrêté en Thaïlande et avoue être le meurtrier. Il avait déjà été détenu pour possession de pornographie pédophile. Il s'est avéré après enquête qu'il avait tout inventé.
En 2009, le procureur Stan Garnett estime que la famille Ramsey a droit à la présomption d'innocence.
En 2010, l'enquête est rouverte. De nouveaux interrogatoires sont menés par un comité qui comprend enquêteurs fédéraux et nationaux. Des nouvelles technologies sont utilisées sans nouvelles découvertes.
En 2016, une nouvelle analyse médico-légale a révélé qu'il n'y avait non pas un mais deux ADN inconnus sur les sous-vêtements. Des recherches scientifiques sans liens avec l'enquête ont permis de démontrer qu'une culotte neuve, sortie de son paquet d'emballage, pouvait présenter des traces d'ADN. Cependant, deux points identiques en ADN sur cette culotte, donc deux éléments de preuves du même profil ADN sur une culotte neuve est impossible, prouvant qu'effectivement cet ADN semble être celui d'une personne inconnue de sexe masculin qui est bien liée à ce crime.
En janvier 2019, un homme emprisonné pour pédopornographie, Gary Oliva, confesse le meurtre de JonBenét dans une lettre écrite à un de ses anciens camarades de lycée. La police a fait savoir dans un communiqué qu'elle avait déjà enquêté sur Gary Oliva et qu’il avait été disculpé grâce à son ADN.

## Enquêtes indépendantes
Certains enquêteurs, tels que Lou Smit (en) ou John E. Douglas, pensent qu'un intrus serait effectivement rentré dans la maison des Ramsey le soir du 25 décembre. Tandis que Steve Thomas ou James Kolar sont persuadés qu'un membre de la famille Ramsey aurait probablement tué JonBenét par accident et qu'il s'agirait d'une « mise en scène ».
Dans la première hypothèse, les traces ADN trouvées sur la culotte et sous les ongles de la victime, donc deux ADN de la même personne, signifieraient qu'un profil de sexe masculin est bien mis en cause dans cet homicide. Il est aussi constaté que la théorie de l'intrusion d'un pédophile ou de ravisseurs par la fenêtre cassée du sous-sol est plausible. Cela est démontré dans une vidéo tournée sur l'ancienne propriété de la famille Ramsey où le détective Lou Smit entre lui-même dans le sous-sol en passant par cette fenêtre. Lou Smit a enquêté sur cette affaire jusqu’à sa mort, mettant en évidence plusieurs profils de personnes susceptibles d'avoir commis ce meurtre. 
Sur la scène de crime, une valise appartenant aux Ramsey avait été trouvée près de la fenêtre du sous-sol, pouvant indiquer que le ravisseur avait l'intention d'enlever l'enfant en la transportant dans cette valise. 
Des spécialistes avancent que JonBenét ne serait pas morte par strangulation mais par le coup violent porté à la tête.
On note aussi des marques sur le visage et le dos de la fillette et il est démontré, après enquête, en effectuant un test sur un porc anesthésié, que ces traces  auraient pu être causées par un Taser sûrement utilisé pour étourdir l'enfant, puis la déposer dans la valise et la sortir sans éveiller le voisinage. Un homme a « très sûrement » eu recours à un Taser dans un premier temps pour contrôler la victime, puis a utilisé un garrot pour la malmener. 
JonBenét se serait débattue, des traces d'ongles sous le menton le démontrent - jusqu'au coup violent, sûrement asséné avec une lampe torche ou une batte de baseball, créant un traumatisme crânien mortel.   
Une autre théorie accuse Burke Ramsey, son frère aîné de neuf ans au moment des faits. 
Cette nuit-là, à la suite d'une altercation avec sa sœur, il aurait frappé JonBenét à la tête d'un coup mortel avec une lampe torche. La lampe torche est aperçue posée dans la cuisine sur les photos prises dans la maison le jour de la mort de JonBenét. Dispute qui aurait pu être causée par l'ananas, fruit qui a été retrouvé dans le corps de JonBenét et mangé quelques heures avant sa mort. 
Un an plus tôt, il l'avait déjà frappée au visage - par accident, selon Burke Ramsey lui-même - avec un club de golf. 
Burke était un enfant colérique et jaloux de l'attention portée sur sa sœur et ses concours de mini-miss[réf. nécessaire]. Selon une ancienne gouvernante, il aurait souffert d'encoprésie auparavant et étalait ses excréments sur les murs de la salle de bain ou en conservait des boulettes au fond de son lit. 
Il aurait même étalé sa matière fécale sur une boîte de chocolats que JonBenét avait eue pour Noël[réf. nécessaire]. 
Pour protéger leur fils, les parents auraient pris la décision de faire croire à un enlèvement et d'écrire une lettre de rançon avec l'idée de se débarrasser du corps, puis ayant renoncé, ils auraient orienté l'enquête sur l'intrusion d'un pédophile tueur.

## Médias
Refusant de répondre aux policiers au cours de l'enquête, sur le conseil de leurs avocats, la famille Ramsay multiplie les interviews télévisées dans l'espoir de faire trouver le véritable coupable et tentent de convaincre l’opinion de leur innocence, recourant à des fuites et de fausses informations.
Les médias s'acharnent contre Patsy, la mère de la petite fille et diffusent des images et des vidéos privées des concours de beauté auxquel l’enfant à participé avec un maquillage lourd et des poses sensuelles. En 1997, l’émission The Geraldo Rivera Show organise un procès fictif dont le faux jury déclarera la mère coupable de l'assassinat de JonBenét. Des tabloïds  accusent son père, John, de pédocriminalité et Burke, son frère de 9 ans à l'époque, d'avoir tué sa sœur par jalousie. 
Un documentaire Netflix de 2017, Casting JonBenét,  montre l’impact sur les habitants de Boulder, une ville tranquille (83 000 habitants en 1990) où les cas d'enlèvement, de meurtre et de pédophilie sont rares, des campagnes médiatiques menées suite à l'assassinat de JonBenét. 
Survenu un soir de Noël dans une famille aisée et sans histoires, le drame suscite une vive émotion du fait de ses circonstances et de la personnalité de la victime. Dans le documentaire, des dizaines d’habitants donnent chacun leur opinion personnelle sur le meurtre, la plupart accusant la mère, Patsy Ramsey. 

## Hommages
La comédie américaine Little Miss Sunshine réalisée en 2006 par Jonathan Dayton et Valerie Faris reprend le surnom donné par les médias à JonBenét Ramsey sans l'évoquer directement dans le film.
Une communauté mémorielle pour JonBenét est active sur Youtube depuis 2006 et a fait l'objet de recherches académiques.

## Concours
JonBenét est devenue célèbre en remportant les concours de mini-miss suivants:
- 1994 : Colorado State All-Star Kids Pageant.
- 1995 : Little Miss Charlevoix[43], Miss Colorado Sunburst.
- 1996 : Colorado State All-Star Kids Cover Girl, National Tiny Miss Beauty, America's Royale Little Miss,  America's Royale Tiny Miss, America's Royale Miss, America's Royale Miss Colorado Dream Queen, Colorado's Little Miss Christmas et Colorado's All Stars Christmas Pageant.

Elle est arrivée deuxième au Sunburst National Pageant en 1996.

## Livres
- 1998 : Who Killed JonBenét Ramsey ? de Charles Bosworth, Jr.
- 1999 : Perfect Murder, Perfect Town : The Uncensored Story of the JonBenet Murder and the Grand Jury's Search for the Truth de Lawrence Schiller
- 2000 : JonBenet : Inside the Ramsey Murder Investigation de Steve Thomas
- 2000 : The Death Of Innocence de Patsy et John Ramsey
- 2003 : An evening with JonBenét Ramsey de Walter A. Davis
- 2008 : My Sister, My Love : The Intimate Story of Skyler Rampike (Petite Sœur, Mon Amour : L'Histoire Intime de Skyler Rampike) de Joyce Carol Oates
- 2012 : Foreign Faction - Who Really Kidnapped JonBenet ? de A. James Kolar
- 2012 : Injustice : Why JonBenet Ramsey Was Murdered By A Sadistic Psychopath - Not Her Parents  de Robert A. Whitson PH.D.
- 2016 : We Have Your Daughter : The Unsolved Murder of JonBenét Ramsey Twenty Years Later de Paula Woodward
- 2025: L'Affaire JonBenét Ramsey de Clem Petit-Huguenin

## Télévision
- 2000 : Un meurtre parfait (Perfect Murder, Perfect Town) de Lawrence Schiller
- 2016 : The Case of: JonBenét Ramsey
- 2016 : Qui a tué la petite JonBenét ? (Who Killed JonBenét ?) : Le film, diffusé comme téléfilm par TF1 en France, revisite l'affaire[44].
- 2017 : Casting JonBenet : Documentaire réalisé par Kitty Green diffusé sur le réseau Netflix. « Le meurtre irrésolu d'une mini-miss est le sujet d'un film hybride qui délaisse la quête de la vérité pour mieux sonder notre fascination pour les faits divers »[45].

## Cinéma
- 2006 : Little Miss Sunshine, film américain de Jonathan Dayton et Valerie Faris[46] sur une mini-miss et dont le titre reprend le surnom de JonBenét.

## Source
- (en) « JonBenet Ramsey case: A decade of false leads », article CNN.com du 26 décembre 2006
- « Un homme arrêté hier reconnaît avoir tué JonBenet Ramsey », Presse canadienne, 17 août 2006